# Hiro素顔でMelody Fair
hiro素顔でMelody Fair（ひろ すがおでめろでぃーふぇあ）はニッポン放送で2000年4月から2003年3月まで放送されたラジオ番組。パーソナリティは、放送当時hiro名義で活動していたSPEEDの島袋寛子。なお、hiroは番組開始直前まで同局で放送されていたハイ!SPEEDで行こう!のパーソナリティを担当していた。
番組は、hiro本人の近況や、お薦めの曲やアーティストなどを語るほか、リスナーからのはがきを元に物語を作るコーナーなどもあった。ゲストにはソニンや、安室奈美恵、LISAらが登場した。また、ジャッキー・チェンも登場したことがある。（hiroはジャッキーの大ファンであり、この時は番組中に感極まって大泣きした）
2000年4月から2001年9月までのニッポン放送での放送はシオノギ製薬の一社提供だったので、番組タイトルの頭に、「ニッポン放送 シオノギ トワイライトミュージック」とつけられていた。

## 放送時間
※これは、ニッポン放送での放送時間です。
- 2000年4月～2001年3月　土曜日17:00～17:40
- 2001年4月～2001年9月　土曜日17:00～17:30
- 2001年10月～2002年9月　金曜日24:20～24:40
- 2002年10月～2002年11月　時間帯移動したが、特別番組等によりこの期間の放送はなし。
- 2002年11月～2003年3月　土曜日20:30～21:00